# Edson Luís
Edson Luís de Lima Souto (Belém, 24 de fevereiro de 1950 — Rio de Janeiro, 28 de março de 1968) foi um estudante secundarista brasileiro assassinado por policiais militares, durante um confronto no restaurante Calabouço, centro do Rio de Janeiro. Seu assassinato marcou o início de um ano turbulento de intensas mobilizações contra a Ditadura militar que endureceu até que fosse decretado o chamado Ato Institucional n.º 5 (AI-5) de 13 de dezembro de 1968.
Nascido em uma família pobre, iniciou os estudos na Escola Estadual Augusto Meira em Belém, no Pará. Mudou-se para o Rio de Janeiro para fazer o segundo grau no Instituto Cooperativo de Ensino, no qual funcionava o restaurante Calabouço.

## A morte

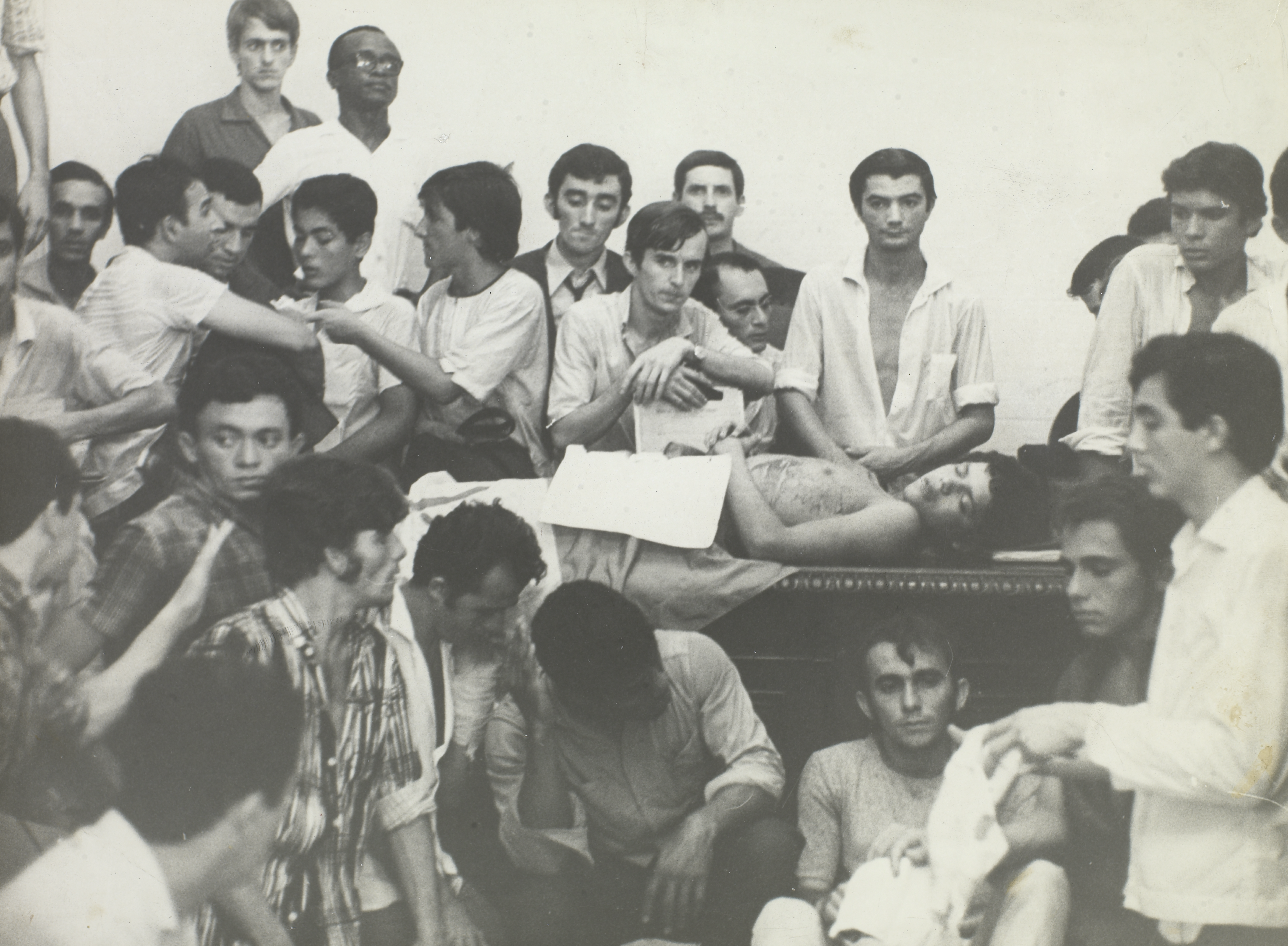
Corpo de Edson Luís de Lima Souto

Em 28 de março de 1968, os estudantes do Rio de Janeiro estavam organizando uma passeata-relâmpago para protestar contra a alta do preço da comida no restaurante Calabouço, que deveria acontecer no final da tarde do mesmo dia.
Por volta das 18 horas, a Polícia Militar chegou ao local e dispersou os estudantes que estavam na frente do complexo. Os estudantes se abrigaram dentro do restaurante e responderam à violência policial utilizando paus e pedras. Isso fez com que os policiais recuassem e a rua ficasse deserta. Quando os policiais voltaram, tiros começaram a ser disparados do edifício da Legião Brasileira de Assistência, o que provocou pânico entre os estudantes, que fugiram.
Os policiais supuseram que os estudantes iriam atacar a Embaixada dos Estados Unidos e invadiram o restaurante. Durante a invasão, o comandante da tropa da PM, aspirante Aloísio Raposo, atirou e matou o secundarista Edson Luís com um tiro a queima roupa no peito. Outro estudante, Benedito Frazão Dutra, chegou a ser levado ao hospital, mas também morreu.

## Comoção

Enterro de Edson Luís de Lima Souto

Temendo que a PM sumisse com o corpo, os estudantes não permitiram que ele fosse levado para o Instituto Médico Legal (IML), mas o carregaram em passeata diretamente para a Assembleia Legislativa do Rio de Janeiro, onde foi velado. A autópsia foi feita no próprio local pelos médicos Nilo Ramos de Assis e Ivan Nogueira Bastos na presença do Secretário de Saúde do Estado. Seu óbito de n° 16.982 teve como declarante o estudante Mário Peixoto de Souza.
O registro de ocorrência n° 917 da 3ª Delegacia de Polícia informou que, no tiroteio ocorrido no restaurante Calabouço, outras seis pessoas ficaram feridas: Telmo Matos Henriques, Benedito Frazão Dutra (que morreu logo depois), Antônio Inácio de Paulo, Walmir Gilberto Bittencourt, Olavo de Souza Nascimento e Francisco Dias Pinto. Todos atendidos no Hospital Souza Aguiar.
No período que se estendeu do velório até a missa da Igreja da Candelária, realizada em 2 de abril foram mobilizados protestos em todo o país.
Em São Paulo, quatro mil estudantes fizeram uma manifestação na Faculdade de Medicina da Universidade de São Paulo (USP). Também foram realizadas manifestações no Centro Acadêmico XI de Agosto, da Faculdade de Direito da USP (Largo São Francisco), na Escola Politécnica da USP (POLI-USP) e na Pontifícia Universidade Católica de São Paulo (PUC-SP).
| “                                                  | Mataram um estudante. Podia ser seu filho! | ” |
| — Palavra de ordem durante o enterro de Edson Luis |                                            |   |

O Rio de Janeiro parou no dia do enterro. Para expressar seu protesto, os cinemas da Cinelândia amanheceram anunciando três filmes: A noite dos Generais, À Queima-Roupa e Coração de Luto. Centenas de cartazes foram colados na Cinelândia com frases como "Bala mata fome?", "Os velhos no poder, os jovens no caixão" e "Mataram um estudante. E se fosse seu filho?".
Foi enterrado ao som do Hino Nacional Brasileiro, cantado pela multidão.

## A missa
Na manhã de 4 de abril foi realizada um missa na Igreja da Candelária em sua memória. Após o término da missa, as pessoas que deixavam a igreja foram cercadas e atacadas pela cavalaria da Polícia militar com golpes de sabre. Dezenas de pessoas ficaram feridas.
Outra missa seria realizada na noite do mesmo dia. O governo militar proibiu a realização dessa missa, mas o vigário-geral do Rio de Janeiro, D. Castro Pinto, insistiu em realizá-la. A missa foi celebrada com cerca de 600 pessoas.
Temendo que o mesmo massacre da manhã se repetisse, os padres pediram que ninguém saísse da igreja. Do lado de fora havia três fileiras de soldados a cavalo com os sabres desembainhados, mais atrás estava o Corpo de Fuzileiros Navais e vários agentes do Departamento de Ordem Política e Social (DOPS).
Num ato de coragem, os clérigos saíram na frente de mãos dadas, fazendo um "corredor" da porta da igreja até a avenida Rio Branco para que todos os que estavam na igreja pudessem sair com segurança. Apesar desse ato, a cavalaria aguardou que todos saíssem e os encurralaram nas ruas da Candelária. Novamente o saldo foi de dezenas de pessoas feridas.

## Homenagens

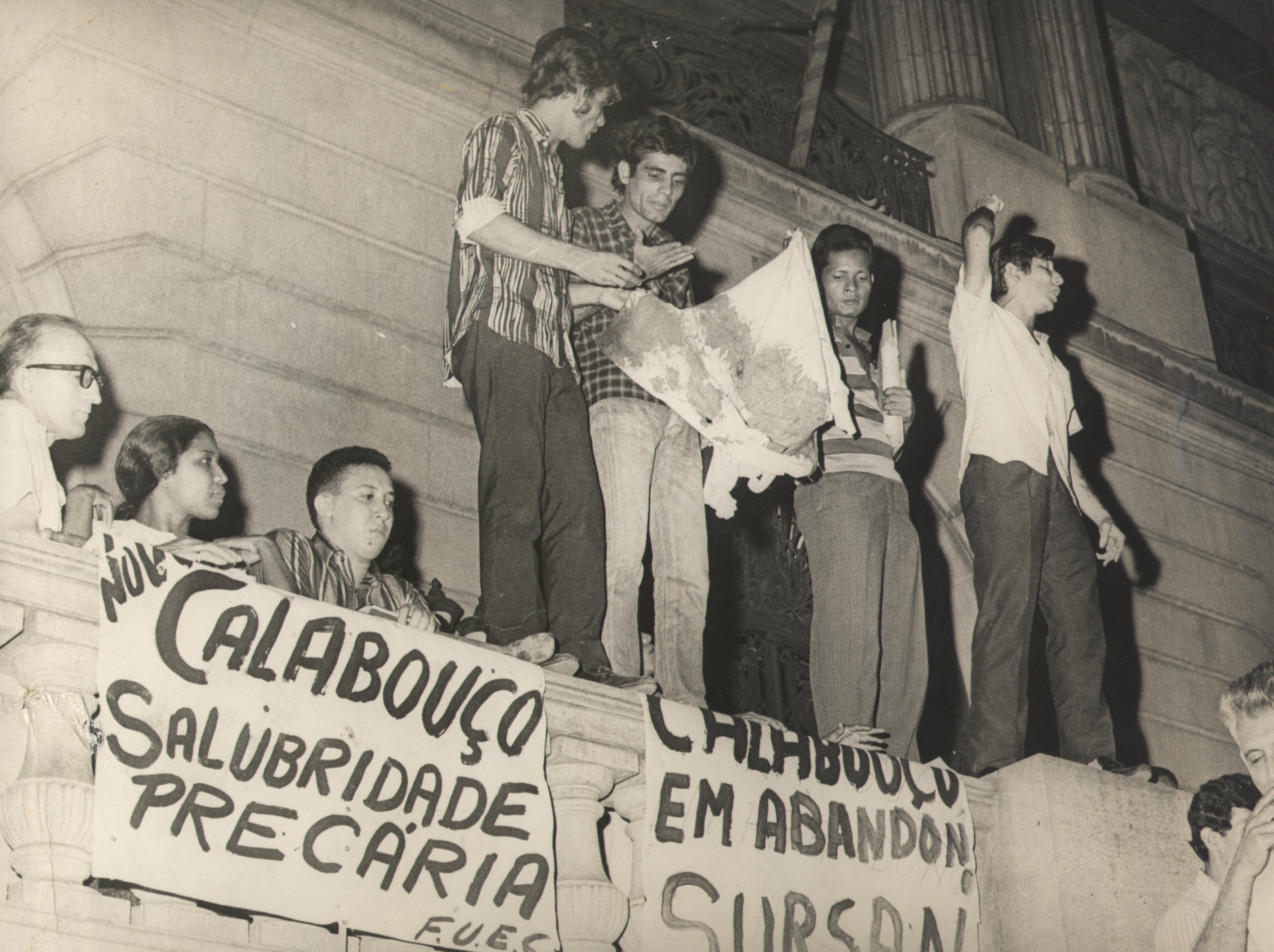
Camisa de Edson Luís de Lima Souto.

A canção "Menino", composta por Milton Nascimento e Ronaldo Bastos, gravada no álbum Geraes (1976), e cantada também por Elis Regina nas apresentações e no disco Saudade do Brasil (1980), refere-se a Edson Luis.
A canção "Coração de Estudante", composta por Wagner Tiso inicialmente sob o nome de "Tema de Jango" para um documentário sobre João Goulart, ganhou letra de Milton Nascimento lembrando a tragédia de Edson Luís e a canção foi rebatizada como "Coração de Estudante". A canção foi gravada no álbum Ao Vivo em 1983.
Em 28 de março de 2008, para lembrar os quarenta anos de sua morte, foi inaugurada uma estátua em homenagem ao estudante Edson Luís na praça Ana Amélia (entre a avenida Churchill e a rua Santa Luzia).
O trevo viário que liga o Aterro do Flamengo às avenidas General Justo e Presidente Antônio Carlos, próximo ao Aeroporto Santos Dumont, passou a ser conhecido como Trevo Estudante Edson Luís de Lima Souto.
A trágica cena do seu assassinato foi representada na novela do SBT, Amor e Revolução, no dia 28 de setembro de 2011.